# Casano
Il biciclo[2.1.0]pentano, nome comune casano, è un bicicloalcano avente formula bruta C5H8. A tale formula corrispondono altri due idrocarburi saturi, anch'essi isomeri biciclici: il biciclo[1.1.1.]pentano e lo spiropentano (spiro[2.2]pentano, un idrocarburo spiranico con 2 anelli ciclopropanici che condividono un vertice). Il suo nome deriva dalla somiglianza della rappresentazione del suo scheletro carbonioso ad una casa stilizzata.
A temperatura ambiente o poco sopra (Tfus = 25 °C) si presenta come un liquido incolore, molto volatile (Teb =45,5 °C).

## Proprietà
La sua formula di struttura risulta dalla fusione di un anello ciclopropanico (3 termini) con un anello ciclobutanico (4 termini) e la giunzione fra i due anelli è necessariamente di tipo cis, per questi anelli così piccoli. I due atomi di carbonio che costituiscono le teste di ponte sono uguali in tutto tranne che nella loro configurazione, che è opposta: uno è R e l'altro è S, per cui il casano è un composto meso, quindi achirale.
Questo idrocarburo biciclico ha una notevole tensione d'anello, che è stata valutata in 54,7 kcal/mol, ben superiore a quella del ciclopropano (27,5 kcal/mol) o ciclobutano (26,5 kcal/mol), ma inferiore a quella dello spiropentano (63,2 kcal/mol).
È un composto notevolmente endotermico (ΔHƒ° = 158 kJ/mol, a 25 °C in fase gassosa); la sua energia di ionizzazione ammonta a 8,7±0,1 eV.

## Reazioni
Nonostante l'instabilità connessa alla tensione d'anello, il casano resiste abbastanza bene al riscaldamento: solo arrivando vicino a 330 °C si isomerizza per dare ciclopentene. Da studi computazionali quantomeccanici appare anche il canale di reazione che porta ad 1,4-pentadiene, con rottura di entrambi gli anelli.
Tuttavia, come nel caso del ciclopropano e in parte del ciclobutano, il casano subisce facilmente reazioni di addizione con apertura dell'anello, che qui si verifica in corrispondenza al legame che unisce le due teste di ponte per dare derivati ciclopentanici. Il legame che si rompe più facilmente è quello tra le teste di ponte:
- idrogenazione catalitica (H2 con Pt/PtO2 come catalizzatore)  → ciclopentano (la reazione avviene anche a temperatura ambiente). L'entalpia di idrogenazione è di -235±0,4 kJ/mol.[11]
- addizione di acido bromidrico a bassa temperatura (-5 °C)  →  bromociclopentano
- addizione di teraacetato di piombo  →  cis-1,3-diacetossiciclopentano (prodotto principale) (+ acetato di Pb(II))

## Sintesi
È stato preparato nel 1957 attraverso l'eliminazione pirolitica di una molecola di azoto dal 2,3-diazabiciclo[2.2.1]ept-2-ene (l'analogo diazotato del norbornene), ΔHr° = -22±10 kJ/mol. Può ottenersi anche per addizione di metilene (:CH2) al ciclobutene (reazione di ciclopropanazione). Viene preparato, in più stadi, a partire dal ciclopentadiene, che è una molecola disponibile in commercio.